# Osiek Duży
Osiek Duży je selo u Poljskoj. Nalazi se u Opolskom vojvodstvu, u općini Świerczów.
Naselje sada ima 3649 stanovnika.